# Mesembrius bengalensis
Mesembrius bengalensis är en tvåvingeart som först beskrevs av Christian Rudolph Wilhelm Wiedemann 1819.  Mesembrius bengalensis ingår i släktet Mesembrius och familjen blomflugor. Inga underarter finns listade i Catalogue of Life.